# Isola di Woewodski
L'Isola di Woewodski è un'isola dell'Arcipelago Alessandro, nel sudest dell'Alaska, Stati Uniti.
Ha una superficie di circa 42 km² e ospita alcuni laghi, il più grande dei quali è l'Harvey Lake. A ovest è separata dall'isola di Kupreanof dal Canale di Duncan, mentre a est è separata dall'isola di Mitkof dallo stretto di Wrangell.

## Storia
Deve il suo nome al capitano tenente Stepan Vasilivich, direttore delle colonie russe in nordamerica dal 1854 al 1859. In precedenza, su una cartina del Dipartimento Idrografico Russo del 1848, l'isola compariva con il nome di O(strov)va Voyevodskago.
Il primo europeo ad avvistare l'isola fu James Johnstone, uno degli ufficiali di George Vancouver durante la sua spedizione nel 1793.